# Kisielice (Białogard)
Kisielice (deutsch Vorwerk) ist ein Teil der Stadt Białogard (Belgard) im Powiat Białogardzki der polnischen Woiwodschaft Westpommern.

## Geographische Lage
Das bis 1945 selbständige Dorf Kisielice liegt im Süden von Białogard und ist durch die Parsęta von der eigentlichen Stadt getrennt. Durch den Stadtteil führen zwei Nebenstraßen nach Rąbino (Groß Rambin) und nach Sławoborze (Stolzenberg). Die Eisenbahnstrecke Berlin – Stettin – Danzig zieht sich durch den Ort, nächste Bahnstation ist Białogard.

## Geschichte
An das Bauerndorf Vorwerk grenzte am linken Persante-Ufer das Rittergut Ackerhof (Przemiłowo). Es war früher ein abgesondertes Ackerwerk, das darum auch „Ackerhof Vorwerk“ genannt wurde. 1928 wurde der damalige Gutsbezirk Ackerhof mit der Gemeinde Vorwerk vereinigt.
Am Ende des Dreißigjährigen Krieges hatte Vorwerk 69 ständige Bewohner und 1866 gab es in dem Ort 17 Wohn- und 31 Wirtschaftsgebäude. Das Gut Ackerhof kam 1852 in den Besitz des Apothekers Berthold Janke, die letzte Besitzerin vor 1945 war die Familie Graßmann.
Gewerbetreibende waren in Vorwerk ein Bäckermeister, ein Tischlermeister und ein Kupferschmied. 1939 wohnten in der 506 Hektar großen Gemeinde 573 Menschen in 174 Haushaltungen. Die meisten Einwohner arbeiteten in Industrie und Handwerk, gefolgt von der Land- und Forstwirtschaft.
Vorwerk gehörte bis 1945 zum Landkreis Belgard (Persante) und bildete mit den Gemeinden Denzin und Roggow den Amtsbezirk Roggow. Es war Teil des Standesamtsbezirks Roggow. Zuständiges Amtsgericht war Belgard. Letzte Amtsinhaber vor 1945 waren Gemeindebürgermeister Kurt Goldhammer, Amtsvorsteher Walter Gatzke und Standesbeamter Paul Zülow. Die Polizeidienste lagen in den Händen von Hermann Mau aus Vorwerk.
Am 3. März 1945 erhielt die Gemeinde Vorwerk den Räumungsbefehl. Beim Beschuss Belgards einen Tag später wurde auch Vorwerk getroffen. Das Gut wurde am 20. April 1945 enteignet, danach begann die Vertreibung. Das Gut Ackerhof wurde polnisches Staatsgut.

## Kirche
Vorwerk gehörte zum Kirchspiel der Marienkirche in Belgard. Es lag im Kirchenkreis Belgard in der Kirchenprovinz Pommern der evangelischen Kirche der Altpreußischen Union.
Heute gehört die Stadt Białogard insgesamt zum Kirchspiel Koszalin (Köslin) in der Diözese Pommern-Großpolen der polnischen Evangelisch-Augsburgischen Kirche. In der ehemaligen Georgenkirche Białogard (sie gehört der römisch-katholischen Kirche) finden regelmäßig evangelische Gottesdienste in polnischer und deutscher Sprache statt.

## Schule
In der Vorwerker Volksschule wurden früher die Jahrgänge 1 bis 8, später nur noch 1 bis 4, einklassig unterrichtet. Das Schulgebäude stand an der Persantebrücke. 1928 unterrichtete dort der Lehrer Rudolf Koesling 17 Mädchen und 20 Jungen. Letzte Schulleiter waren Hans Neitzke, Paul Schulz und Paul Nagel.